# Villa Dahm

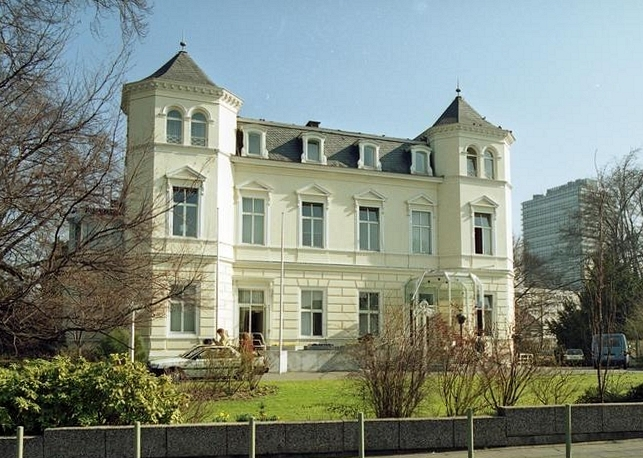
Villa Dahm im März 1991

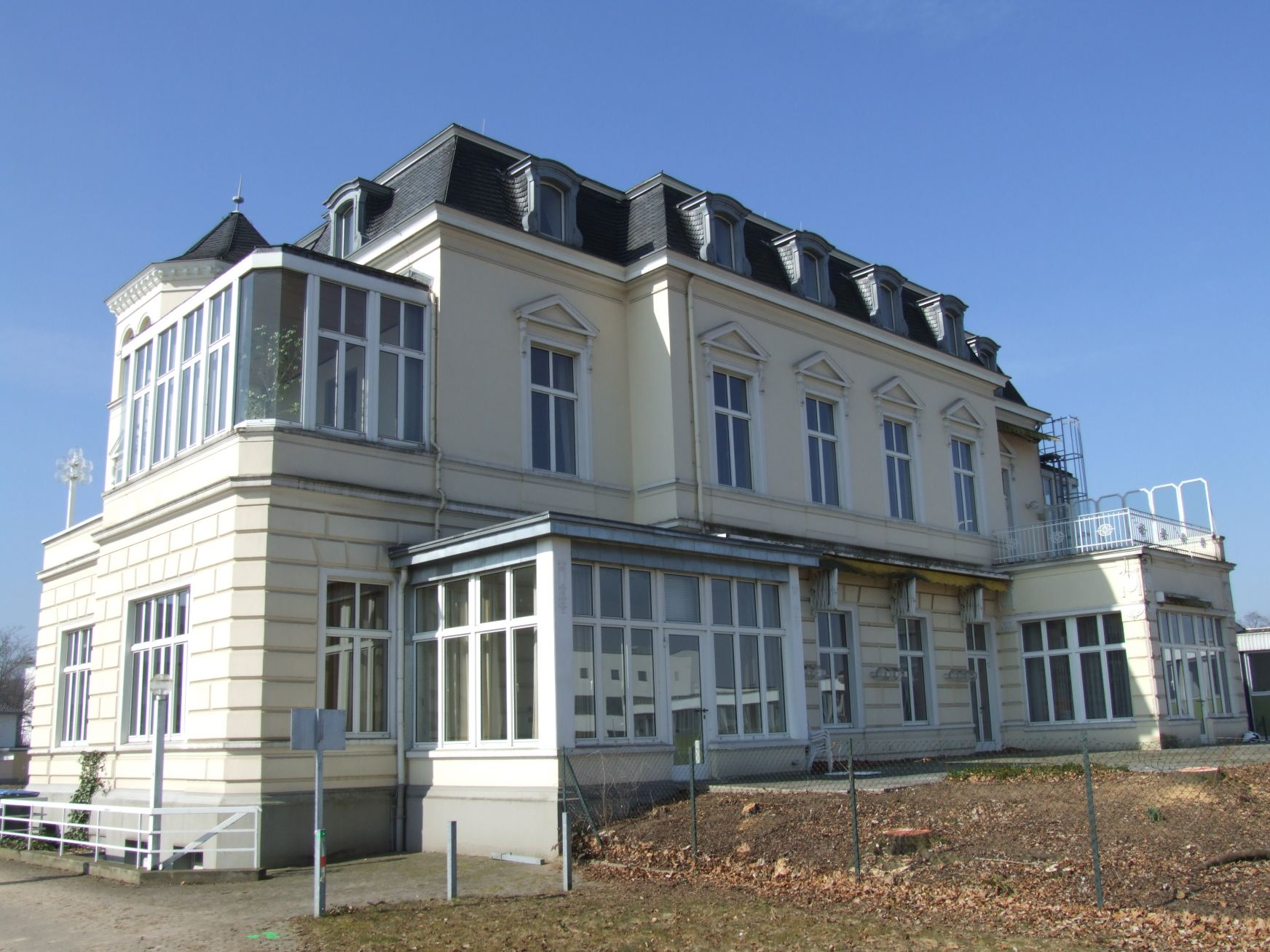
Rückseite (2006)

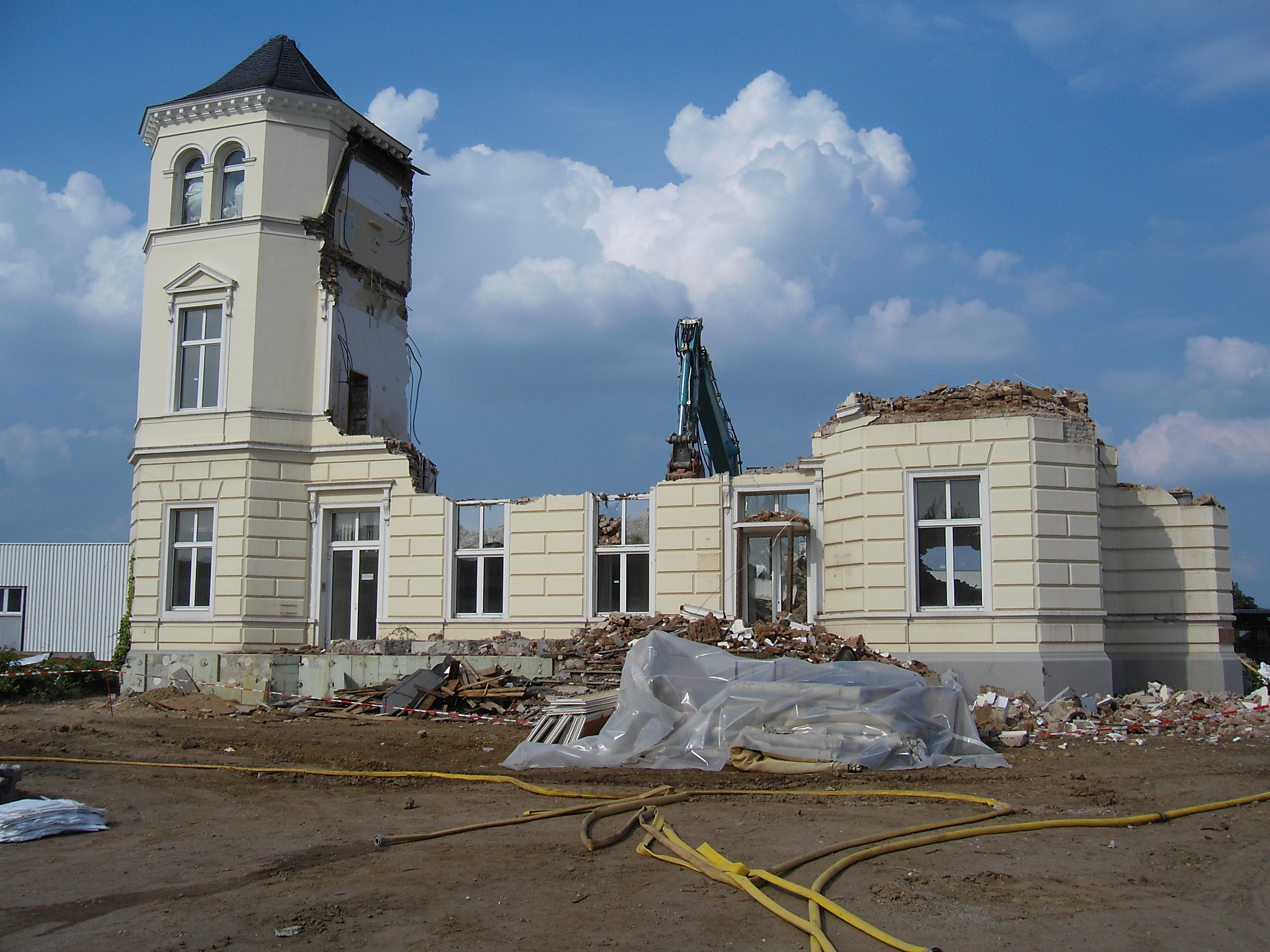
Villa Dahm Ende Juni 2006 halb abgerissen

Die Villa Dahm war eine Villa im Bonner Ortsteil Gronau, die 1876 errichtet und 2006 abgebrochen wurde. Sie befand sich in der Dahlmannstraße 5–7 im Zentrum des ehemaligen Parlaments- und Regierungsviertels (heute Bundesviertel) in unmittelbarer Nachbarschaft des Bundeshauses.

## Geschichte

### Bis 1945
Die Villa entstand im Auftrag des Bauherrn Jakob Dahm, einem Fabrikanten, als Doppelwohnhaus im neoklassizistischen Stil für zwei seiner Söhne am damaligen Gronauweg. Bereits 1869 hatte sich Dahm dort ein Wohnhaus sowie ein Sägewerk („Holz-Dampf-Schneidemühle“) erbauen lassen. Die Rohbauabnahme der neuen Doppelvilla erfolgte im November 1876, ihre Fertigstellung war zu diesem Zeitpunkt bis Mai 1877 geplant. Im Nachgang kam im Sommer des Jahres noch eine Aufseherwohnung hinzu.
Unter einer neuen Eigentümerin der Halbvilla Nr. 7, Frau H. Denninghoff, wurde 1895 eine Einfriedung erstellt. Bis 1903 war diese Haushälfte in den Besitz des Elberfelder Fabrikanten W. Zimmerstaedt übergegangen. Er ließ zwischen Oktober 1903 und März 1904 einen Anbau im Erdgeschoss durchführen (Entwurf: August Scheidgen für die Westdeutsche Bau-Actien-Gesellschaft). 1904 beauftragte Zimmerstaedt das Architekturbüro Kayser & von Groszheim (lokaler Vertreter: Rings) mit der Errichtung eines Stall- und Remisengebäudes, das 1906 zur Ausführung kam. Spätestens  1912 hatte er die gesamte Doppelvilla übernommen. Das Haus Nr. 5 erfuhr zwischen August 1912 und April 1913 eine Erweiterung um einen Wintergarten sowie Umbauten im Innern.
Die Halbvilla Gronauweg 7 bezog im Juli 1924 als neuer Eigentümer W. Guilleaume, ein ortsansässiger Fabrikant. Bei den bereits im Vorfeld seines Einzugs eingeleiteten Innenumbauten wurde auch eine Vergrößerung des Hauses an der Südostecke zur Schaffung einer Verbindung zwischen Speisezimmer und neuem Küchenraum durchgeführt. Die Halbvilla Nr. 5 ging bis 1931 in den Besitz des Professors Hans Jovy über. Sein Gartenhaus musste er seinerzeit zwangsweise dort eingewiesenen Mietern überlassen. 1934 ließ Jovy eine Einfriedung, 1936 eine Garage erstellen.

### Nach 1945
Nach dem Zweiten Weltkrieg diente die Villa ab 1948 als Kasino für die belgischen Besatzungstruppen und war bis September 1950 beschlagnahmt. Zur selben Zeit wurde auf der vormals zur Villa gehörenden Parkanlage, die mit dem Kauf der Halbvilla Dahlmannstraße 7 in den Besitz des Landes Nordrhein-Westfalen überging, ein Teil der sog. „Pressehäuser“ zur provisorischen Unterbringung von Presse sowie Bundes- und Landesbehörden errichtet. Ab Mai 1951 beherbergte die Villa einen Teil (konsularischer Dienst) des Auswärtigen Amts. Durch Übereignungsvertrag vom 9. Mai 1953 wurde die Bundesrepublik Deutschland Eigentümerin des Anwesens. Ab 1955 war hier die Deutsche Parlamentarische Gesellschaft (DPG) ansässig.
Mit dem Umzug des Deutschen Bundestages verlegte die DPG ihren Sitz 1999 nach Berlin. Neuer Sitz des interfraktionellen Parlamentarierklubs wurde das ehemalige Reichstagspräsidentenpalais am Friedrich-Ebert-Platz in Berlin gegenüber dem Osteingang des Reichstagsgebäudes. Im zeitlichen Zusammenhang mit dem Umzug der DPG schenkte der Bund die Villa 1999 der Stadt Bonn. Sie bot die freistehenden Räume der Willi-Daume-Stiftung an, die dort bis 2003 ihren Sitz hatte. Im Mai 2005 wurde der Abriss der bis zuletzt denkmalgeschützten Villa beschlossen, weil auf dem Gelände die Erweiterung des World Conference Centers Bonn entstehen sollte. Die Niederlegung des Gebäudes wurde bis zum 11. Juli 2006 abgeschlossen. Die Deutsche Parlamentarische Gesellschaft protestierte in einer Resolution gegen den Abriss der Villa Dahm.